# Reflections
Reflections je studiové album finské kapely Apocalyptica.

## Seznam skladeb
1. „Prologue (Apprehension)“ - 3:09
2. „No Education“ - 3:20
3. „Faraway“ - 5:12
4. „Somewhere Around Nothing“ - 4:07
5. „Drive“ - 3:23
6. „Cohkka“ - 4:31
7. „Conclusion“ - 4:06
8. „Resurrection“ - 3:34
9. „Heat“ - 3:24
10. „Cortège“ - 4:27
11. „Pandemonium“ - 2:04
12. „Toreador II“ - 4:03
13. „Epilogue (Relief)“ - 3:29